# 防災情報新聞
防災情報新聞（ぼうさいじょうほうしんぶん）は、防災情報新聞社が編集し、防災情報機構が発行している防災・環境・危機管理に関する日本のウェブサイト。
かつては紙面による月刊専門紙として発行されていたが、2008年3月17日の発行を最後に休刊した。

## 概要
国や地方自治体、ライフライン運営会社（団体）および学会やその他の団体が取り組む防災活動や防災用品の紹介記事を掲載している。なかでも、日本全国の防災イベントを地域別・日程順に紹介する「防災催事情報」や「防災リンク集」は、日本最大級の内容となっている。
紙面による発行がされていた頃は、日本の全ての都道府県と市町村および全国の900消防本部向けに配布されるなど、2008年3月1日時点の総発行部数は月次45,000部となっていたが、情報配信の主軸がインターネットに移行していくという世の中の変化や、集積情報管理や閲覧・データ活用の利便性の見地から、ウェブサイトによる情報提供へ一本化された。なお、紙面による発行当時はタブロイド版16面で構成されていた。

## 歴史
1995年1月17日に発生した阪神・淡路大震災をきっかけに創刊した。なお、当初は毎月15日が発行日だったが、のちに阪神・淡路大震災の発生日にちなんで17日に変更している。
- 1996年4月10日 - 郵政省より、定期刊行物として第三種郵便物の認可を受ける。
- 1997年4月15日 - 創刊。購読料は年額3,600円だった。
- 2008年3月17日 - 第132号をもって紙面による発行を終了[2]。
- 2008年4月 - ウェブサイト版に移行する[2]。同年7月からはウェブサイトの内容が本格的なものになる[要出典]。
- 2009年1月1日[要出典] - 有料版の配信を開始する。購読料は年額2,400円[要出典]だった。
- 2009年12月1日[要出典] - 有料版の配信を停止する。

## 編集・発行
編集は防災情報新聞社が、発行は防災情報機構がそれぞれ行っている。

### 防災情報新聞社の概要
主筆を玉田三郎、編集長を橋本茂が務めている。ウェブサイト版の新聞編集のほか、防災や自治などをテーマにした展覧会やイベントに出展をしている。
参加者が考案した『おいしい非常食』を審査するイベント「第4回 サバ・メシ＊コンテスト」公開最終審査会（2009年9月19日実施）（仙台国際センター）において、当社が応募した「冷めてもおいしい！！イワシの和風リゾット」が入賞している。